# Raïon de Tchesma
Le raïon de Tchesma (en russe : Чесменский район, Tchesmenski raïon) est une subdivision administrative de l'oblast de Tchéliabinsk, en Russie. Son centre administratif est le village de Tchesma.

## Histoire
Dans le raïon de Tchesma, de nombreuses traces de civilisations de l'âge du cuivre et de l'âge du bronze ont été mises au jour.
Le raïon a été créé le 18 janvier 1935 dans le cadre d'une restructuration administrative.

## Population
Plusieurs ethnies vivent au côté de la population russe : des Kazakhs, des Mordvess, des Tatars, des Ukraïniens, des Biélorusses, des Azéris, des Géorgiens et des Arméniens.